# Oscar De Mejo
Oscar De Mejo (Trieste, 7 gennaio 1911 – New York, 28 gennaio 1992) è stato un compositore italiano di musica jazz.

## Biografia
Autore di musiche per il cinema, sposò nel 1944 l'attrice Alida Valli dalla quale poi divorziò dopo averne avuto due figli, Carlo, anch'egli divenuto poi attore e Larry, ingegnere chimico. Dagli anni sessanta divenne un quotato pittore.

## Filmografia
- L'ippocampo, regia di Gian Paolo Rosmino (1945)
- Tutta la città canta, regia di Riccardo Freda (1945)
- Cercasi casa a Manhattan, regia di Gian Luigi Polidoro (1984)